# Joinville (Alt Marne)
Joinville és un municipi francès al departament de l'Alt Marne (regió del Gran Est). L'any 2007 tenia 3.809 habitants.

## Poblacions properes
El següent diagrama mostra les poblacions més properes.

## Demografia

### Població
El 2007 la població de fet de Joinville era de 3.809 persones. Hi havia 1.660 famílies de les quals 636 eren unipersonals (272 homes vivint sols i 364 dones vivint soles), 468 parelles sense fills, 392 parelles amb fills i 164 famílies monoparentals amb fills.
La població ha evolucionat segons el següent gràfic:
Habitants censats

### Habitatges
El 2007 hi havia 2.026 habitatges, 1.683 eren l'habitatge principal de la família, 72 eren segones residències i 271 estaven desocupats. 1.167 eren cases i 848 eren apartaments. Dels 1.683 habitatges principals, 771 estaven ocupats pels seus propietaris, 863 estaven llogats i ocupats pels llogaters i 49 estaven cedits a títol gratuït; 27 tenien una cambra, 148 en tenien dues, 454 en tenien tres, 555 en tenien quatre i 499 en tenien cinc o més. 860 habitatges disposaven pel capbaix d'una plaça de pàrquing. A 829 habitatges hi havia un automòbil i a 407 n'hi havia dos o més.

### Piràmide de població
La piràmide de població per edats i sexe el 2009 era:
| Homes | Edats   | Dones |
| ----- | ------- | ----- |
| 0     | 95 o +  | 12    |
| 12    | 90 a 94 | 44    |
| 24    | 85 a 89 | 56    |
| 16    | 80 a 84 | 36    |
| 76    | 75 a 79 | 128   |
| 112   | 70 a 74 | 120   |
| 96    | 65 a 69 | 124   |
| 88    | 60 a 64 | 112   |
| 104   | 55 a 59 | 88    |
| 160   | 50 a 54 | 156   |
| 84    | 45 a 49 | 108   |
| 144   | 40 a 44 | 144   |
| 136   | 35 a 39 | 164   |
| 144   | 30 a 34 | 148   |
| 192   | 25 a 29 | 172   |
| 116   | 20 a 24 | 120   |
| 168   | 15 a 19 | 168   |
| 164   | 10 a 14 | 148   |
| 148   | 5 a 9   | 136   |
| 128   | 0 a 4   | 100   |

## Economia
El 2007 la població en edat de treballar era de 2.296 persones, 1.425 eren actives i 871 eren inactives. De les 1.425 persones actives 1.142 estaven ocupades (661 homes i 481 dones) i 283 estaven aturades (126 homes i 157 dones). De les 871 persones inactives 251 estaven jubilades, 199 estaven estudiant i 421 estaven classificades com a «altres inactius».

### Ingressos
El 2009 a Joinville hi havia 1.653 unitats fiscals que integraven 3.634 persones, la mediana anual d'ingressos fiscals per persona era de 13.752,5 €.

### Activitats econòmiques
Dels 218 establiments que hi havia el 2007, 4 eren d'empreses extractives, 4 d'empreses alimentàries, 2 d'empreses de fabricació de material elèctric, 2 d'empreses de fabricació d'elements pel transport, 3 d'empreses de fabricació d'altres productes industrials, 12 d'empreses de construcció, 63 d'empreses de comerç i reparació d'automòbils, 11 d'empreses de transport, 16 d'empreses d'hostatgeria i restauració, 4 d'empreses d'informació i comunicació, 12 d'empreses financeres, 10 d'empreses immobiliàries, 26 d'empreses de serveis, 26 d'entitats de l'administració pública i 23 d'empreses classificades com a «altres activitats de serveis».
Dels 60 establiments de servei als particulars que hi havia el 2009, 1 era una oficina d'administració d'Hisenda pública, 1 gendarmeria, 1 oficina de correu, 5 oficines bancàries, 3 funeràries, 7 tallers de reparació d'automòbils i de material agrícola, 2 tallers d'inspecció tècnica de vehicles, 2 autoescoles, 5 paletes, 1 fusteria, 2 lampisteries, 1 electricista, 12 perruqueries, 2 veterinaris, 2 agències de treball temporal, 7 restaurants, 2 agències immobiliàries, 2 tintoreries i 2 salons de bellesa.
Dels 34 establiments comercials que hi havia el 2009, 4 eren supermercats, 1 un supermercat, 1 una gran superfície de material de bricolatge, 3 fleques, 2 carnisseries, 2 llibreries, 7 botigues de roba, 1 una botiga de roba, 2 sabateries, 2 botigues d'electrodomèstics, 1 una botiga d'electrodomèstics, 1 una botiga de mobles, 1 una botiga de material de revestiment de parets i terra, 2 joieries i 4 floristeries.
L'any 2000 a Joinville hi havia 8 explotacions agrícoles que ocupaven un total de 405 hectàrees.

## Equipaments sanitaris i escolars
El 2009 hi havia 1 hospital de tractaments de curta durada, 1 hospital de tractaments de mitja durada (seguiment i rehabilitació), 4 farmàcies i 1 ambulància.
El 2009 hi havia 2 escoles maternals i 3 escoles elementals. A Joinville hi havia 1 col·legi d'educació secundària i 1 liceu d'ensenyament general. Als col·legis d'educació secundària hi havia 412 alumnes i als liceus d'ensenyament general 441.